# One Piece (ТВ серија из 2023)
One Piece је фантастично-авантуристичка телевизијска серија коју су развили Мет Овенс и Стивен Маеда за Netflix. Играна је адаптација истоимене манге Еичира Оде. Производе је Kaji Productions, Tomorrow Studios и Shueisha (која такође производи мангу). Ансамблску поделу улога предводе Ињаки Годој, Макенју, Емили Рад, Џејкоб Ромеро и Таз Скајлар.
Премијера је приказана 31. августа 2023. Добила је позитивне рецензије критичара и обожавалаца, који су похвалили глумачку поставу, радњу, визуелне ефекте и општу верност ликовима и догађајима приказаним из изворног материјала. Серија је обновљена за другу сезону.

## Премиса
Серија прати пустоловине дружине Сламених пирата, који истражују опасне океане, земље и шире како би пронашли „One Piece”, легендарно благо које ће њиховог капетана, Манкија Д. Луфија, учинити „краљем пирата”. Наоружани вештинама и нераскидивим пријатељством, Сламени пирати су спремни за путовање и још спремнији да се заједно боре зарад остваривања својих снова.

## Улоге
| Глумац        | Улога            |
| ------------- | ---------------- |
| Ињаки Годој   | Манки Д. Луфи    |
| Макенју       | Ронороа Зоро     |
| Емили Рад     | Нами             |
| Џејкоб Ромеро | Усоп             |
| Таз Скајлар   | Санџи            |
| Винсент Риган | вицеадмирал Гарп |
| Морган Дејвис | Коби             |

## Епизоде
| Бр. еп. | Наслов | Редитељ       | Сценариста                                                     | Премијера        |
| ------- | ------ | ------------- | -------------------------------------------------------------- | ---------------- |
| 1       | [ 6 ]  | Марк Џобст    | Мет Овенс и Стивен Маеда                                       | 31. август 2023. |
| 2       |        | Марк Џобст    | Ијан Стоукс                                                    | 31. август 2023. |
| 3       |        | Ема Саливан   | Мет Овенс и Дамани Џонсон                                      | 31. август 2023. |
| 4       |        | Ема Саливан   | Тифани Грешлер и Том Хиндман                                   | 31. август 2023. |
| 5       |        | Тим Саутам    | Лаура Жакмин                                                   | 31. август 2023. |
| 6       |        | Тим Саутам    | Стивен Маеда и Дијего Гутијерез                                | 31. август 2023. |
| 7       |        | Јосеф Владика | Тифани Грешлер, Ијан Стоукс, Алисон Вајнтрауб и Линдси Гелфанд | 31. август 2023. |
| 8       |        | Јосеф Владика | Мет Овенс и Стивен Маеда                                       | 31. август 2023. |